# Next Generation ATP Finals
Next Generation ATP Finals — ежегодный теннисный турнир среди лучших игроков не старше 21 года.

## История
После проведения выборов организация ATP объявила, что Федерация тенниса Италии совместно с Олимпийским комитетом Италии организует теннисный турнир среди лучших игроков не старше 21 года. Первые 5 турниров прошли в итальянском городе Милане.
В 2023 году турнир переехал в саудовскую Джидду. Турнир в Джидде будет проходить с 2023 по 2027 год.

## Формат
Турнир длится 5 дней, состоит из 2-х групп из которых выходят по 2 победителя, далее следуют полуфинал и финал. В соревновании участвуют 7 лучших игроков в рейтинге ATP до 21 года и 1 участник с уайлд-карт.

## Правила
| - Матч состоит из 5 сетов - Сет играется до 4 победных геймов - Тай-брейк разыгрывается в случае ничьей 3-3 - Нет игры больше-меньше - Если мяч коснулся сетки при подаче, розыгрыш продолжается - Матч начинается через 5 минут после выхода на корт второго игрока | - Установлены часы для соблюдения правил 25 секунд - Не больше одного медицинского перерыва на игрока на матч - Ограничение относительно того, когда тренеры могут общаться с игроками - Зрителям разрешено ходить во время матча (за исключением задней линии) |

## Рейтинговые очки и призовые деньги
За участие в турнире игрокам не предоставляются очки в рейтинге ATP, однако турнир имеет призовой фонд, который составляет $2,000,000 (2023).

## Квалификация
Лучшие семь игроков в гонке сезона ATP квалифицируются на турнир. Восьмое место отводится на уайлд-карт, который предоставляют победителю квалификационного турнира. Участие в турнире могут принять игроки в возрасте до 21 года включительно.

## Результаты
| Место проведения | Год  | Чемпион                                        | Финалист                                       | Счёт в финале                                  |
| ---------------- | ---- | ---------------------------------------------- | ---------------------------------------------- | ---------------------------------------------- |
| Джидда           | 2024 | Жуан Фонсека                                   | Лёрнер Тьен                                    | 2-4, 4-3(10-8), 4-0, 4-2                       |
| Джидда           | 2023 | Хамад Меджедович                               | Артюр Фис                                      | 3-4(6) 4-1 4-2 3-4(9) 4-1                      |
| Милан            | 2022 | Брэндон Накашима                               | Иржи Легечка                                   | 4-3(5) 4-3(6) 4-2                              |
| Милан            | 2021 | Карлос Алькарас                                | Себастьян Корда                                | 4-3(5) 4-2 4-2                                 |
| Милан            | 2020 | Отменён из-за пандемии коронавирусной инфекции | Отменён из-за пандемии коронавирусной инфекции | Отменён из-за пандемии коронавирусной инфекции |
| Милан            | 2019 | Янник Синнер                                   | Алекс де Минор                                 | 4-2 4-1 4-2                                    |
| Милан            | 2018 | Стефанос Циципас                               | Алекс де Минор                                 | 2-4 4-1 4-3(3) 4-3(3)                          |
| Милан            | 2017 | Чон Хён                                        | Андрей Рублёв                                  | 3-4(5) 4-3(2) 4-2 4-2                          |